# Ragnar Klavan
Ragnar Klavan, född 30 oktober 1985 i Viljandi, är en estländsk fotbollsspelare. Mellan 2003 och 2022 har han spelat för Estlands landslag.

## Klubbkarriär

### Estland
Ragnar Klavan gjorde sin A-lagsdebut för FC Elva som 15-åring 2001. Året efter gick han till Viljandi Tulevik. Två säsonger senare skrev han på för Flora Tallinn.

### Vålerenga
31 augusti 2004 gick Klavan på lån till norska Vålerenga under tre månader. Han gjorde sin debut mot Molde FK som inhoppare när Vålerenga vann med 4-1 i september 2004. Han spelade bara en match till för Vålerenga men trots det förlängdes lånet till 30 november 2005.

### Heracles
I brist på speltid i Vålerenga så skrev Klavan i augusti 2005 på för nederländska Heracles Almelo. Fem dagar senare gjorde han debut i en match mot amatörlaget RKSV DCG. Klavans första mål för klubben gjorde han i 2-2-matchen mot Vitesse 31 december 2006.

### AZ Alkmaar
27 januari 2009 gick Ragnar Klavan på lån till AZ Alkmaar, som redan då hade en permanent övergång klar för honom till sommaren. Debuten gjorde han mot Roda 4 februari 2009. När säsongen var slut stod det klart att AZ hade vunnit Eredivisie för första gången sedan 1981. AZ kvalificerade sig för Champions League där han blev den första estländaren att spela i gruppspelet när han hoppade in i 1-1-matchen mot Standard Liège.
Hans första mål i dem europeiska cuperna kom i kvalet till Europa League när IFK Göteborg besegrades med 2-0 den 29 juli 2010. AZ gick vidare till gruppspelet men åkte där ut efter att ha kommit trea bakom Dynamo Kiev och BATE Borisov.

### Augsburg
Ragnar Klavan skrev 2 juli 2012 på ett 2-årskontrakt med tyska FC Augsburg. Efter att ha gjort sin debut som vänsterback i ett inhopp mot VfL Wolfsburg så tog han efter det en startplats i mittförsvaret tillsammans med Gibril Sankoh.

### Liverpool
Klavan bytte inför säsongen 2016-17 från Augsburg till engelska Liverpool.

### Cagliari
Den 17 augusti 2018 värvades Klavan av italienska Cagliari, där han skrev på ett tvåårskontrakt med option på ytterligare ett år.

### Paide Linnameeskond
Den 1 juli 2021 blev Klavan klar för en återkomst i Estland, där han skrev på ett 1,5-årskontrakt med Meistriliiga-klubben Paide Linnameeskond.

## Landslagskarriär
Klavan gjorde sin debut för Estlands landslag 3 juli 2003 mot Litauen i Baltiska cupen. Hans första landslagsmål kom i en vänskapsmatch mot Nya Zeeland 31 maj 2006. Han gjorde sitt andra mål mot El Salvador 29 februari 2012, där han även var lagkapten för första gången.

### Landslagsmål
| Nr | Datum            | Arena                                      | Motståndare | Mål | Resultat | Tävling       |
| -- | ---------------- | ------------------------------------------ | ----------- | --- | -------- | ------------- |
| 1  | 31 maj 2006      | A. Le Coq Arena, Tallinn                   | Nya Zeeland | 1–0 | 1–1      | Vänskapsmatch |
| 2  | 29 februari 2012 | Los Angeles Memorial Coliseum, Los Angeles | El Salvador | 1–0 | 2–0      | Vänskapsmatch |
| 3  | 26 maj 2014      | A. Le Coq Arena, Tallinn                   | Gibraltar   | 1–0 | 1–1      | Vänskapsmatch |

## Meriter

### Klubb
Flora Tallinn
- Meistriliiga: 2003
- Estniska Supercupen: 2003

AZ Alkmaar
- Eredivisie: 2008–09
- Holländska supercupen: 2009–10

### Individuella
- Årets fotbollsspelare i Estland: 2012, 2014, 2015, 2016, 2017, 2018